# 中俄冬季青少年運動會
中俄冬季青少年運動會（俄语：Российско-Китайские молодёжные зимние игры）是一個區域性冬季運動會，由中華人民共和國和俄羅斯輪流舉辦。首屆運動會在2016年12月6-11日在黑龍江省哈爾濱市舉辦。

## 沿革
2016年11月8日公佈的《中俄總理第二十一次定期會晤聯合公報》全文中表示，「双方商定将于2016年在中国举办第一届中俄冬季青少年运动会，于2017年在中国举办第七届中俄青少年运动会。」因此，首屆運動會在2016年12月6-11日於黑龍江省哈爾濱市舉行。
第二屆運動會在2018年12月14-19日在俄羅斯巴什科爾托斯坦共和國首府烏法舉行。
因新冠疫情影響，原訂於2020年舉行的第三屆中俄冬季青少年運動會延遲至2022年12月14-20日在中華人民共和國吉林省長春市舉辦。
第四屆運動會在2025年1月8-13日在俄羅斯薩哈林州首府南薩哈林斯克舉辦。

## 運動會屆數
| 屆次 | 年份 | 開幕     | 閉幕     | 舉辦城市             | 項目 | 獎牌領先     | 資料來源 |
| ---- | ---- | -------- | -------- | -------------------- | ---- | ------------ | -------- |
| 一   | 2016 | 12月6日  | 12月11日 | 黑龍江哈爾濱         | 5    | 俄羅斯（20） |          |
| 二   | 2018 | 12月14日 | 12月29日 | 巴什科爾托斯坦烏法   | 5    | 俄羅斯（18） |          |
| 三   | 2022 | 12月16日 | 12月20日 | 吉林長春             | 8    | 俄羅斯（31） |          |
| 四   | 2025 | 1月8日   | 1月14日  | 薩哈林州南薩哈林斯克 | 9    | 俄羅斯（28） |          |

## 體育項目
- 高山滑雪（詳細）
- 越野滑雪（詳細）
- 冰壶（詳細）
- 花式滑冰（詳細）
- 自由式滑雪（詳細）
- 短道速滑（詳細）
- 單板滑雪（詳細）
- 競速滑冰（詳細）

### 已取消項目
- 冰球（詳細）

## 獎牌榜
獎牌榜根據各屆數據而定：

| 排名                     | 国家 / 地区              | 金牌 | 銀牌 | 銅牌 | 总计 |
| ------------------------ | ------------------------ | ---- | ---- | ---- | ---- |
| 1                        | 俄羅斯                   | 97   | 68   | 81   | 246  |
| 2                        | 中國                     | 39   | 35   | 35   | 109  |
| 总计（共2个国家 / 地区） | 总计（共2个国家 / 地区） | 136  | 103  | 116  | 355  |

## 資料來源
1. ↑  赵雪晨; 张帆. . 人民日報 (生活报). 2016-12-14  [2022-11-17]. （原始内容存档于2022-11-17）.
2. ↑  . 搜狐體育.   [2022-11-17]. （原始内容存档于2022-11-17）.
3. ↑  . 外交部. 2016-11-08  [2022-11-17]. （原始内容存档于2022-11-17）.
4. ↑  . UniorSport.   [2022-11-17]. （原始内容存档于2022-11-17）.
5. ↑  . AbsolutTV. 2018-12-18  [2022-11-17]. （原始内容存档于2022-11-17）.
6. ↑  . MatchTV. 2022-12-20  [2022-12-21]. （原始内容存档于2022-12-21） （俄语）.
7. ↑  . 國家項目報（национальныепроекты）. 2025-01-13  [2025-01-15]. （原始内容存档于2025-01-20）.